# Jan Barszczewski (powstaniec)
Jan Mariusz Barszczewski ps. Janek, Duży Janek, Czarny Janek, Ślepowron (ur. 7 lutego 1921 w Warszawie, zm. 11 sierpnia 1944 tamże) – oficer Armii Krajowej, żołnierz oddziałów na Żoliborzu, a następnie Oddziału Dywersyjnego „Kolegium A”. Zginął w trakcie walk na Woli.

## Życiorys
Syn Tadeusza i Marii Wyszomirskiej. Był absolwentem Gimnazjum im. A. Mickiewicza w Warszawie oraz harcerzem III Warszawskiej Drużyny Harcerskiej im. ks. Józefa Poniatowskiego. W konspiracji od 1940, podjął działalność w odtwarzaniu konspiracyjnych struktur III Warszawskiej Drużyny Harcerskiej, występującej jako Hufiec „Trzy Krzyże”, pod kierunkiem Stanisława Broniewskiego „Michał Howerla”. W 1940 dowodził zastępem w drużynie. W 1942 lub 1943 został skierowany na kurs Szkoły Podchorążych Rezerwy Piechoty „Agrikola”, który ukończył w stopniu kaprala podchorążego. Tam został zwerbowany przez instruktora szkoły rtm. Adama Rzeszotarskiego „Junosza” do oddziałów Obwodu Żoliborz ZWZ-AK. Tam wszedł w skład plutonu 225 Rejonu 2 Marymont Obwodu Żoliborz.
28 kwietnia 1943 uczestniczył w akcji dywersyjnej na rzecz wsparcia powstania w getcie warszawskim. Na rozkaz dowódcy obwodu ppłk. Mieczysława Niedzielskiego „Żywiciel”, brał udział w ataku na posterunek SS na rogu ul.Konwiktorskiej i Zakroczymskiej. W czasie akcji zabito trzech esesmanów.
Służył w plutonie 230 w 9 kompanii dywersyjnej. W 1943 wszedł w skład plutonu żoliborskiego oddziału Oddziału Dyspozycyjnego Kedywu Okręgu Warszawskiego „Kolegium A” dowodzonego przez por. Stanisława Sosabowskiego „Stasinek”. Uczestniczył w akcjach bojowych, m.in. 8 kwietnia 1944 dowodził akcją likwidacyjną Hansa Henninga vel Johanna Höniga dyrektora Zakładu Oczyszczania Miasta, współpracownika Gestapo, 15 czerwca 1944 dowodził patrolem, który zaatakował samochód Gestapo przy ul. Krasińskiego. W trakcie akcji zabito 2 oficerów Gestapo. 27 czerwca 1944 dowodził nieudaną akcją ataku wraz z Oddziałem Specjalnym „Jelsk” na załogę strażnicy Schutzpolizei z Zaborowa. W trakcie starcia został ranny. 
W trakcie powstania warszawskiego walczył na Woli od 2 sierpnia w składzie Zgrupowania „Radosław”. Zginął 11 sierpnia na Stawkach. Został awansowany do stopnia podporucznika czasu wojny. Był odznaczony Krzyżem Virtuti Militari i Krzyżem Walecznych.